# Zopherus californicus
Zopherus californicus es una especie de coleóptero de la familia Zopheridae.

## Distribución geográfica
Habita en California (Estados Unidos).